# علی‌اصغر عابدزاده
علی‌اصغر عابدزاده معروف به حاجی عابدزاده (۱۲۹۰–۱۳۶۵) روحانی، واعظ، قرآن پژوه، خیّر مدرسه ساز و مؤسس انجمن پیروان قرآن در مشهد بود. وی از حامیان محمد مصدق و ابوالقاسم کاشانی در نهضت ملی شدن نفت بود.

## انجمن پیروان قرآن
تأسیس انجمن پیروان قرآن، نقطه عطف در فعالیت‌های حاجی عابدزاده بود. وی برای این انجمن اساسنامه‌ای که حاوی چندین ماده بود تعریف کرد که یکی از آن مواد «ورود به احزاب و عدم دخالت در امور سیاسی» بود. این انجمن در همان ابتدا رونق خاصی گرفته بود و توانست در مدت کمی تعداد شعبه‌هایش را به حدود ۶۰ عدد برساند.

## اولین مهدیه ایران و تأسیس مراکز آموزشی
حاجی عابدزاده می‌خواست به نام هریک از چهارده معصوم، بنای مخصوصی بسازد و آن را مرکز فعالیت‌های فرهنگی، دینی، آموزش‌های مذهبی و محل برگزاری مراسم جشن و عزاداری کند. از این رو ابتدا مکانی به نام مهدیه که اسم آن منسوب به مهدی (امام دوازدهم شیعیان) بنا نهاد و پس از آن در سال‌های ۱۳۲۰ تا ۱۳۵۴ به ترتیب «عسکریه»، «نقویه»، «جوادیه»، «کاظمیه»، «جعفریه»، «باقریه»، «سجادیه»، «حسینیه»، «حسنیه»، «فاطمیه» و «علویه» را بنا نهاد که امروزه همه آنان به عنوان مدرسه برای دانش آموزان در حال فعالیت است.

## نهضت ملی شدن نفت
عابدزاده در کنار محمدتقی شریعتی و محمود حلبی توانستند مشهد را برای خلع ید انگلیس از صنعت نفت ایران فعال نگه دارند و پس از مدتی «جمعیت‌های موتلفه اسلامی» در مشهد را تشکیل دادند. ساختمان مهدیه نیز در کنار فعالیت‌های دینی به عنوان مرکز فعالیت‌های گسترده و مؤثر در این زمینه درآمد. عابدزاده تا آخرین روز مبارزات یعنی تا زمان کودتای ۲۸ مرداد از حامیان مصدق بود. وی به همین دلیل بعد از کودتا توسط حکومت محمدرضا پهلوی بازداشت شد.

## بزرگداشت
بزرگداشت حاجی عابدزاده در سال ۱۳۹۴ و در مشهد برگزار شد. در این مراسم محمدباقر قالیباف، سید عباس صالحی و سید مهدی طباطبایی سخنرانی کردند. سید علی خامنه‌ای نیز پیامی به جهت این بزرگداشت صادر کرد.